# Deletionpedia
Deletionpedia v2とは英語版ウィキペディアで削除された記事を収載しているオンラインアーカイブウィキサイトである。収載されている各記事には即時削除された理由や削除議論の場所、削除したユーザーが書かれたヘッダーが追加されている。初代Deletionpediaは2008年2月から9月まで運営されていた。2013年12月に新たな運営で再始動した。

## 初代Deletionpedia
MediaWikiを使用していて、2008年2月から9月にかけてウィキペディアで削除された記事約63,000本が収載されていて、「ウィキモルグ」としてウィキペディアから削除された記事を自動的に収集している。
ウィキペディアからカテゴリを保存していることに加えて、Deletionpediaでは削除基準に基づいた独自のカテゴリも作成されている。記事が削除された月や記事を編集したユーザーの数やウィキペディアに記事が存在していた期間ごと管理されていて、例えば2000記事近くは削除されるまで1000日以上存在していた。
Deletionpediaは著作権侵害で削除された記事や、重大な名誉毀損問題を抱える記事、履歴が全部ウィキペディアの姉妹サイトにいまだ残っている記事や他人を攻撃するために作成された記事は保存していないと主張している。
収載されている記事は「特筆性がないため」から「政治的・ビジネス的に利益を得るために投稿されたため」（とされる）に至るまで幅広い理由でウィキペディアから削除されている。またサイトは閲覧専用であることは、寄付を求めるmySocietyやウィキメディア財団と違って自身では寄付を求めないことを意味するとしている。

### サイトの収載中断問題
2008年4月5日に以下のメッセージが発信された:
先日の収載中断についてお詫びします。データベースの過度なロードが発生したためデータベース管理を改善しました。この1、2週間新たな記事をアップロードしなかったことに関して、その他いくつかの改善を行ってました（しかし、逐一削除されたページの保存は行っています）。なるべく早く全復旧できるようにします。—Deletionpediaのメインページ、

### 停止
最後の閲覧可能なログにて取得された記事は2012年6月14日付のアニメフェスティバル・ウィチタだった。
オリジナルコンテンツは現在も閲覧できる。

### 反応
ウォール・ストリート・ジャーナルは未だ存在するウィキペディアにおける削除主義と包摂主義との間の文化的衝突に対する問いかけとして取り上げた。インダストリー・スタンダードは「社会学学生がいかにして集団思考が知識の、コミュニティで構築された大要が適用されるかを勉強するのに良い研究材料になるだろう」と評した。その後間もなく、インダストリー・スタンダードはウィキペディアにおける記事削除問題に関して再度Deletionpediaを取り上げ、Deletionpediaは記事が「重要性が足りない」のではなく「ウィキペディア自体への批判が認知されていることが原因」だから削除されていることが認識されていないと提言されたことで議論している。また最大手のオランダ語朝刊新聞であるDe Telegraaf、イギリスのテクノロジータブロイドウェブサイトであるThe Inquirerでも取り上げられた。
最も中身のある批評をしたのがArs Technicaでウェブサイトの側面だけでなく、Deletionpedia上でのウィキペディアの記事削除に関する論争を報じている。

## Deletionpedia v2として再始動
新たな管理者であるカスパー・ソウレンがウェブサイトを再登録し、2013年12月に運営を開始した。2014年5月現在、4,852本の記事が収載されている。

## その他のウィキ

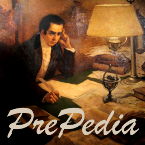
PrePediaのロゴ

同種のプロジェクトが英語以外の言語で行われている:
- Marjorie-Wiki（ドイツ語）[20]はウィキメディア・ドイツが支援している[21]。
- PrePedia（ポーランド語）[22]はMarjorie-Wikiと関連したプロジェクトである。